# باغ شالیمار
باغ شالیمار یا شالامار که پیشتر شهلا باغ نامیده می‌شده، بوستانی در لاهور، پاکستان است. این باغ به دستور شاه جهان، امپراتور گورکانی، در سال ۱۶۴۱ میلادی ساخته شد.
باغ شالیمار توسط ملا علاءالملک  زاده شهر بشرویه. از معماران مشهور ایرانی قرن ۱۱ هجری ساخته شده است.
باغ شالیمار به شکل یک متوازی‌الأضلاع طویل ساخته شده که دیوارهای بلند آجری منبت‌کاری شده آن را در بر گرفته‌اند. طرح این باغ بر پایه طرح چهارباغ شکل گرفته و درازای باغ‌های آن ۶۵۸ متر از شمال به جنوب و پهنای آن ۲۵۸ متر از شرق به غرب است.
باغ‌های شالیمار در سال ۱۹۸۱ به همراه قلعه لاهور در فهرست میراث جهانی یونسکو قرار گرفت.